# 全日本2歳アラブ優駿
全日本2歳アラブ優駿（ぜんにほんにさいあらぶゆうしゅん）とは日本の地方競馬である福山競馬場で行われた競馬の重賞競走（平地競走）である。

## 概要
2001年にアングロアラブ系2歳馬による地方全国交流競走として創設。しかし全国のアラブ系競走馬の縮小に伴い2004年に廃止された。

## 歴代優勝馬
| 回数  | 施行日         | 優勝馬             | 性齢 | 所属   | タイム | 優勝騎手 | 管理調教師 |
| ----- | -------------- | ------------------ | ---- | ------ | ------ | -------- | ---------- |
| 第1回 | 2001年12月9日  | レビンマサ         | 牡2  | 上山   | 1:48.9 | 板垣吉則 | 秋葉清一   |
| 第2回 | 2002年12月8日  | クールフォーチュン | 牡2  | 兵庫   | 1:47.2 | 岩田康誠 | 中野明     |
| 第3回 | 2003年12月21日 | クロイチョキンバコ | 牡2  | 北海道 | 1:49.7 | 坂下秀樹 | 原孝明     |
| 第4回 | 2004年12月19日 | ユノフォーティーン | 牡2  | 福山   | 1:49.9 | 渡辺博文 | 番園一男   |

- 距離：ダート1600m
- 出走条件：アングロアラブ系2歳馬・地方全国